# مسلم (الحيمة الخارجية)

تعديل مصدري - تعديل

مسلم هي إحدى قرى عزلة بنى شمهان بمديرية الحيمة الخارجية التابعة لمحافظة صنعاء، بلغ تعداد سكانها 275 نسمة حسب تعداد اليمن لعام 2004.